# Hapoel Ironi HaScharon
Hapoel Ironi HaScharon (vollständiger Name: hebräisch מועדון כדורגל הפועל עירוני ניר רמת השרון Hapoel Ironi Nir Ramat HaScharon) ist ein israelischer Fußballverein in Ramat haScharon. Der Club trägt seine Spiele im Grundman-Stadion aus.

## Geschichte
Der Verein wurde 1984 gegründet und spielte lange unterklassig. Im neuen Jahrtausend konnte Hapoel sich in der Liga Leumit etablieren. 2010 gelang der Einzug ins Halbfinale des israelischen Fußballpokals, ein Jahr später der erstmalige Aufstieg in die Ligat ha’Al, der höchsten israelische Spielklasse. In der Saison 2012/13 qualifizierte sich der Verein als Sechstplatzierter für die Finalrunde der Meisterschaft. Zur Saison 2014/15 stieg Hapoel Ironi HaScharon wieder in die zweitklassige Liga Leumit ab und belegte dort den 9. Platz.